# Daniele Magliocchetti
Daniele Magliocchetti (Roma, 11 maggio 1986) è un ex calciatore italiano, di ruolo difensore.

## Caratteristiche tecniche
Nasce e gioca principalmente come difensore centrale ma, vista la duttilità tattica, si adattava anche nel ruolo di terzino.

## Carriera

### Club

#### Gli inizi e il prestito all'Hellas Verona
Nativo di Roma, inizia a giocare a calcio nella Nuova Tor Tre Teste di Roma, prima di passare alle giovanili della Roma nel 1995: con la squadra capitolina segue tutta la trafila delle giovanili, fino alla Primavera, di cui diventa difensore titolare.
Nell'aprile 2003 è stato vittima di un grave infortunio al ginocchio che lo ha tenuto lontano dal campo per 11 mesi e ha rischiato di mettere fine alla sua carriera, ma al rientro in campo è riuscito a riconquistare il posto da titolare. Nella stagione 2005-2006 è aggregato alla prima squadra e convocato per la prima volta con la prima squadra, nella gara contro il Chievo Verona nel dicembre 2005. Alla prima seguiranno altre convocazioni, non seguite però dall'esordio in massima serie.
Nell'estate 2006 è mandato a fare esperienza all'Hellas Verona, insieme al compagno Leandro Greco, dove però, chiuso dai titolari, fatica a trovare spazio disputando solo 10 partite di campionato (più un ingresso in una gara dei play-out). Al termine della stagione torna alla Roma.

#### Cagliari
Nell'estate 2007 passa al Cagliari in prestito con diritto di riscatto della comproprietà, nell'operazione che porta Mauro Esposito nella capitale: con la maglia rossoblu esordisce in massima serie il 16 marzo 2008, giocando dal primo minuto nella partita Cagliari-Torino (3-0). Nella stessa stagione disputa un'altra gara, contro la Reggina, nell'ultima giornata di campionato (partita terminata 2-2).
Nella sessione estiva del calciomercato 2008 la squadra sarda e la Roma rinnovano la comproprietà del calciatore, lasciando lo stesso in Sardegna: il giocatore disputa due ulteriori gare in massima serie, subentrando a partita in corso, chiuso dai titolari Diego López, Michele Canini e Paolo Bianco.

#### Il prestito alla Triestina e il ritorno al Cagliari
Il 9 luglio 2009 Magliocchetti è inserito nella trattativa d'acquisto di Michael Agazzi, passando in prestito alla Triestina, dove gioca 10 partite. Il 21 luglio 2010, dopo aver passato le visite mediche torna alla società sarda: con gli isolani non gioca nessuna gara di campionato. Nell'estate 2011 non viene incluso tra i giocatori comunicati alla Lega Calcio come facenti parte della rosa per la stagione 2011-2012. Disputa però alcune gare con la formazione Primavera sarda.

#### Il trasferimento alla Reggiana e il prestito all'Ascoli
Nel gennaio 2012 viene ceduto a titolo definitivo alla Reggiana, nella stessa operazione che porta in Sardegna Nicolas Bovi.
Il 31 gennaio 2014 si trasferisce prestito all'Ascoli.

#### Il trasferimento in India
Nell'estate 2014 si trasferisce in India, nelle file del Pune City allenato da Franco Colomba con cui disputa 8 partite nella prima edizione della Indian Super League. 

#### Il ritorno in Italia
Nel gennaio 2015 fa ritorno in Italia all'Aversa Normanna, squadra con la quale colleziona 13 presenze condite da 2 gol.

## Statistiche

### Presenze e reti nelle squadre di club
| Stagione        | Squadra         | Campionato      | Campionato | Campionato | Coppe nazionali | Coppe nazionali | Coppe nazionali | Coppe continentali | Coppe continentali | Coppe continentali | altre coppe | altre coppe | altre coppe | Totale | Totale |
| Stagione        | Squadra         | Comp            | Pres       | Reti       | Comp            | Pres            | Reti            | Comp               | Pres               | Reti               | Comp        | Pres        | Reti        | Pres   | Reti   |
| --------------- | --------------- | --------------- | ---------- | ---------- | --------------- | --------------- | --------------- | ------------------ | ------------------ | ------------------ | ----------- | ----------- | ----------- | ------ | ------ |
| 2005-2006       | Roma            | A               | 0          | 0          | CI              | 0               | 0               | CU                 | 0                  | 0                  | -           | -           | -           | 0      | 0      |
| 2006-2007       | Hellas Verona   | B               | 10+1       | 0+0        | CI              | 0               | 0               | -                  | -                  | -                  | -           | -           | -           | 11     | 0      |
| 2007-2008       | Cagliari        | A               | 2          | 0          | CI              | 3               | 0               | -                  | -                  | -                  | -           | -           | -           | 5      | 0      |
| 2008-2009       | Cagliari        | A               | 2          | 0          | CI              | 1               | 0               | -                  | -                  | -                  | -           | -           | -           | 3      | 0      |
| 2009-2010       | Triestina       | B               | 8          | 0          | CI              | 0               | 0               | -                  | -                  | -                  | -           | -           | -           | 8      | 0      |
| 2010-2011       | Cagliari        | A               | 0          | 0          | CI              | 2               | 0               | -                  | -                  | -                  | -           | -           | -           | 2      | 0      |
| 2011-gen. 2012  | Cagliari        | A               | 0          | 0          | CI              | 0               | 0               | -                  | -                  | -                  | -           | -           | -           | 0      | 0      |
| Totale Cagliari | Totale Cagliari | Totale Cagliari | 4          | 0          |                 | 6               | 0               |                    | -                  | -                  |             | -           | -           | 10     | 0      |
| gen.-giu. 2012  | Reggiana        | 1D              | 12         | 0          | CI+CI-LP        | -               | -               | -                  | -                  | -                  | -           | -           | -           | 12     | 0      |
| 2012-2013       | Reggiana        | 1D              | 19+2       | 1+0        | CI+CI-LP        | 1+2             | 0               | -                  | -                  | -                  | -           | -           | -           | 24     | 1      |
| 2013-gen. 2014  | Reggiana        | 1D              | 0          | 0          | CI-LP           | 0               | 0               | -                  | -                  | -                  | -           | -           | -           | 0      | 0      |
| Totale Reggiana | Totale Reggiana | Totale Reggiana | 31+2       | 1+0        |                 | 3               | 0               |                    | -                  | -                  |             | -           | -           | 36     | 1      |
| gen.-giu 2014   | Ascoli          | 1D              | 11         | 0          | CI-LP           | -               | -               | -                  | -                  | -                  | -           | -           | -           | 11     | 0      |
| 2014            | Pune City       | ISL             | 8          | 0          | -               | -               | -               | -                  | -                  | -                  | -           | -           | -           | 8      | 0      |
| gen.-giu. 2015  | Aversa Normanna | 1D              | 13+2       | 2          | CI-LP           | -               | -               | -                  | -                  | -                  | -           | -           | -           | 15     | 2      |
| Totale carriera | Totale carriera | Totale carriera | 85+5       | 3+0        |                 | 9               | 0               |                    | 0                  | 0                  |             | -           | -           | 99     | 3      |